# Aegokeras caespitosa
Aegokeras caespitosa là một loài thực vật có hoa trong họ Hoa tán. Loài này được (Sibth. & Sm.) Raf. mô tả khoa học đầu tiên năm 1840.